# Ghiacciaio O'Kane
Il ghiacciaio O'Kane è un ghiacciaio lungo circa 26 km situato nella parte nord-occidentale della Dipendenza di Ross, nell'Antartide orientale. Il ghiacciaio, il cui punto più alto si trova a circa 1500 m s.l.m., si trova sulla costa di Scott, all'estremità settentrionale delle montagne del Principe Alberto, e in particolare nella dorsale Eisenhower, dove fluisce verso sud-est, scorrendo tra la dorsale Nash, a est, e i dirupi Simpson, a sud-ovest, fino a unire il proprio flusso a quello del ghiacciaio Priestley.

## Storia
Il ghiacciaio O'Kane è stato mappato da membri dello United States Geological Survey (USGS) grazie a fotografie aeree scattate dalla marina militare statunitense nel periodo 1960-62, e così battezzato dal Comitato consultivo dei nomi antartici in associazione con il vicino canyon O'Kane, a sua volta così chiamato in onore di H. D. O'Kane, un fotografo di stanza alla base Scott nella stagione 1961-62.